# Monguzzo
Monguzzo là một đô thị ở tỉnh Como trong vùng Lombardia, có cự ly khoảng 35 kilômét (22 mi) về phía bắc của Milano và khoảng 12 kilômét (7 mi) về phía đông nam của Como. Tại thời điểm ngày 31 tháng 12 năm 2004, đô thị này có dân số 2.001 người và diện tích là 3,7 km².
Monguzzo giáp các đô thị: Albavilla, Alserio, Anzano del Parco, Erba, Lurago d'Erba, Merone.